# Kasteel van Jossigny
Het Kasteel van Jossigny (Frans: Château de Jossigny) is een kasteel in de Franse gemeente Jossigny. Het kasteel is een beschermd historisch monument sinds 1942.